# Gladbach (Vettweiß)

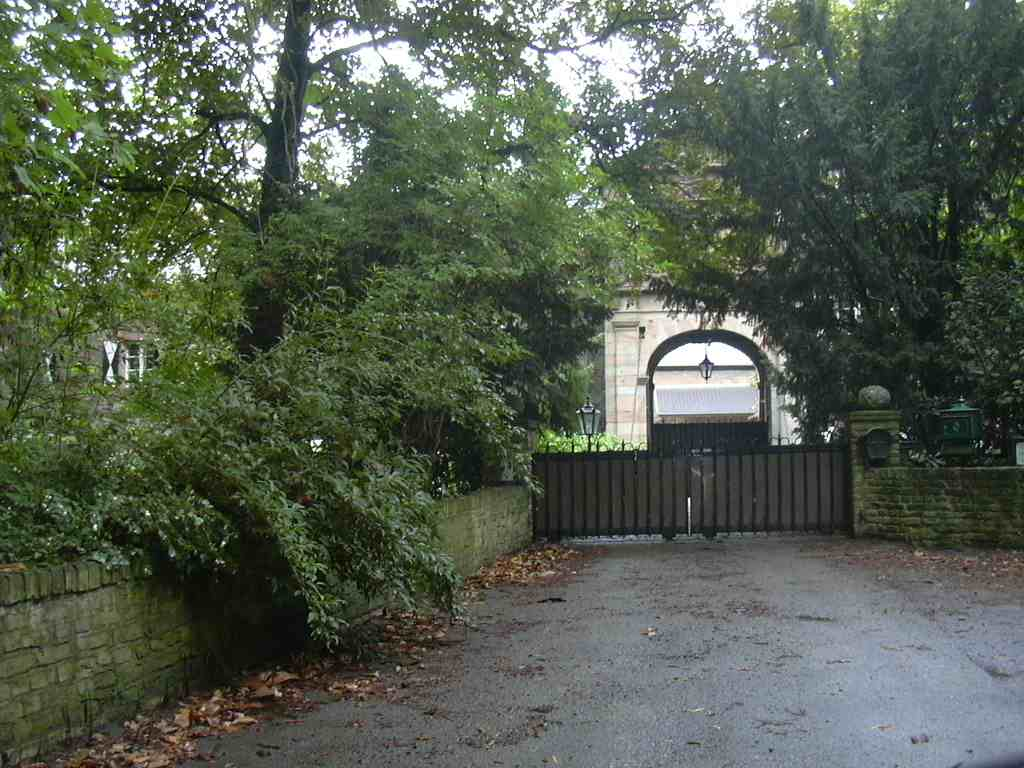
Einfahrt zur Burg

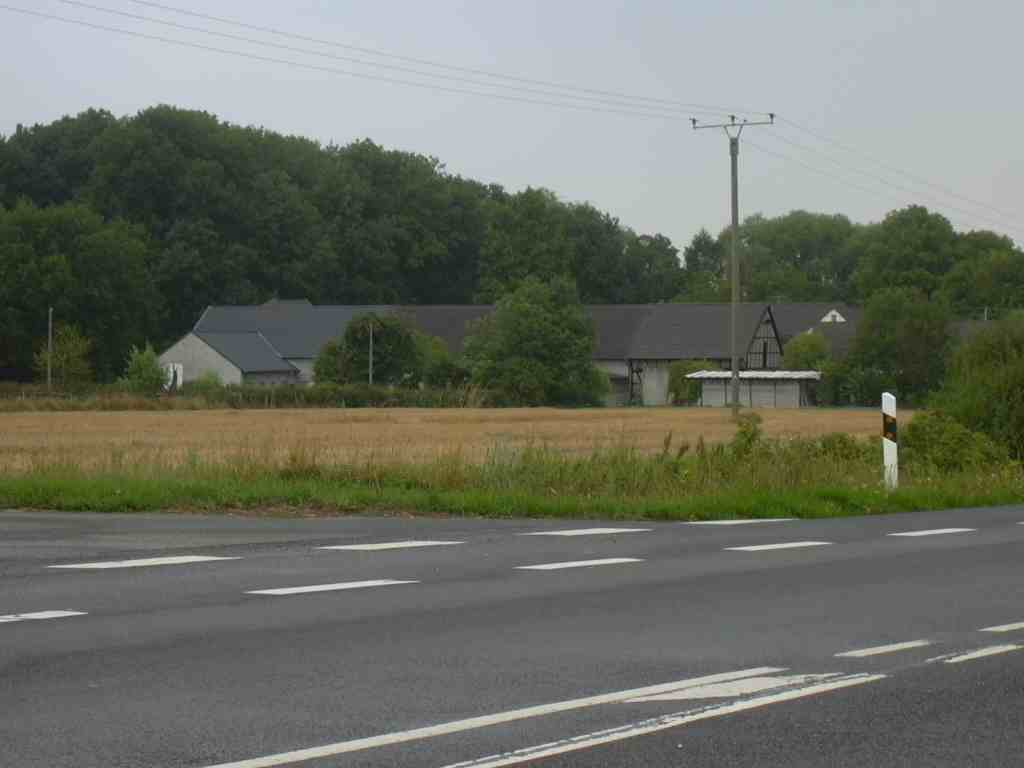
Gut Mersheim

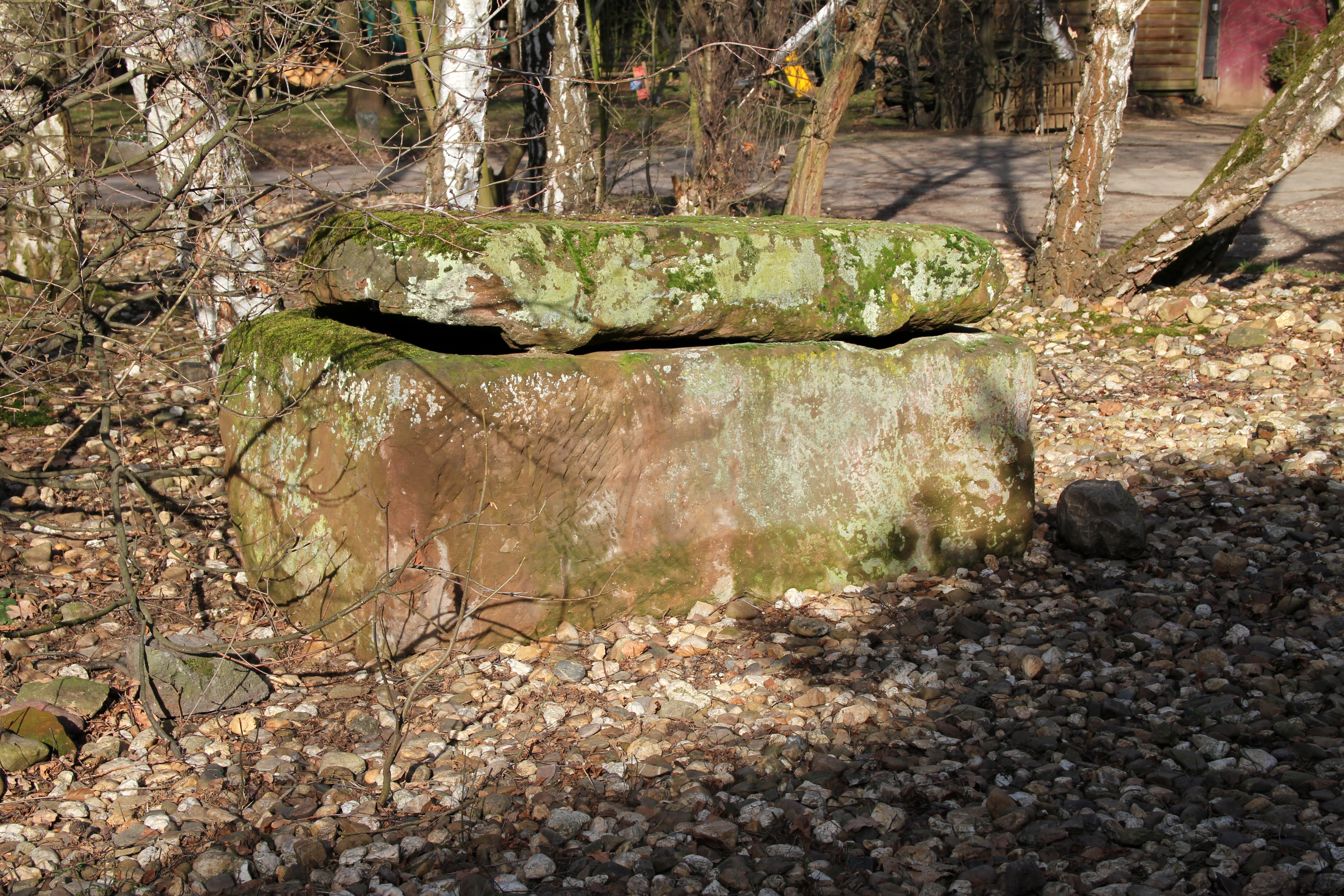
Sarkophag von Gut Mersheim

Gladbach mit dem Weiler Mersheim ist ein Ortsteil der Gemeinde Vettweiß im Kreis Düren (Nordrhein-Westfalen).

## Geographie
Der Ort liegt nordöstlich von Vettweiß auf dem Steilhang des Neffelbaches, einer tektonischen Setzung in der Zülpicher Börde. Der Ort selber ist durch den Neffelbach in die Siedlung und das Unterdorf getrennt.
Nachbarorte sind Lüxheim, Müddersheim, Poll und Vettweiß.

## Verkehr
Direkt am Ort vorbei führt die alte römische Heerstraße von Zülpich nach Neuss (Römerstraße Trier–Neuss). Sie wurde im Ort von der Aachen-Frankfurter Heerstraße gekreuzt. Dem Verlauf der Heerstraße folgt heute die Bundesstraße 477. Durchgangsverkehr gibt es im Ort nicht.
Ab 1908 fuhr am Ort entlang die Kleinbahn und Straßenbahn von Düren über Nörvenich nach Zülpich und Embken. Gegenüber der B 477 gab es eine große Verladestelle für Zuckerrüben. Der Bahnverkehr wurde 1960 eingestellt, danach übernahmen Busse der Dürener Kreisbahn die Bedienung im öffentlichen Personennahverkehr.
Seit dem 1. Januar 2020 betreibt Rurtalbus den Linienverkehr mit den AVV-Buslinien 208, 230, 232, SB 8, SB 15 und N2. Zusätzlich verkehrt an Samstagen nachmittags und abends ein Rufbus. Mit dem Fahrplanwechsel am 15. Dezember 2024 wurde die Linie SB 8 eingekürzt und bedient seitdem den Abschnitt Nörvenich – Eggersheim – Zülpich nicht mehr.
| Linie      | Verlauf |
| ---------- | --- |
| 208        | Düren Kaiserplatz – Distelrath – (Merzenich Rathaus –) Schöne Aussicht – Girbelsrath – Eschweiler über Feld – Nörvenich Alter Bf – Nörvenich Hommelsh. Weg – Hochkirchen – (Irresheim –) Eggersheim – Lüxheim – Gladbach – Müddersheim – Disternich – Sievernich – Bessenich – Zülpich Frankengraben – Adenauerpl./Schulzentr. |
| 230        | Düren Bf/ZOB – StadtCenter – Gneisenaustraße – Binsfeld (→ Rommelsheim) – Frauwüllesheim – Isweiler – Kelz – (Vettweiß –) Gladbach – Poll – Dorweiler – Pingsheim |
| 232        | Sievernich – Disternich – Müddersheim – Gladbach – Poll – Dorweiler – Pingsheim – Herrig – Lechenich |
| SB15       | Schnellbus: Froitzheim – Vettweiß – Gladbach – Lüxheim – Eggersheim – Hochkirchen – Nörvenich Hommelsh. Weg – Nörvenich Alter Bf – Eschweiler über Feld – Golzheim – Buir |
| RufBus 208 | Rufbus: Nörvenich Hommelsh. Weg – Irresheim – Eggersheim – Lüxheim – Gladbach – Müddersheim – Disternich – Sievernich – Bessenich – Zülpich Adenauerpl./Schulzentr. (Sa nachmittags/abends) |
| N2         | Nachtbus: nur in den Nächten Fr/Sa und Sa/So Düren Bf/ZOB → Kaiserplatz → Merzenich → Nörvenich → Vettweiß → Stockheim → Binsfeld |

## Wirtschaft
Der Ort ist landwirtschaftlich geprägt. Es sind einige kleinere Gewerbebetriebe im Ort vorhanden.

## Geschichte
Erstmals erwähnt wurde der Ort als Gladebach im Jahre 922. Dieser Ortsname als Flussbezeichnung im Sinne von „glatt“ oder „glänzend“ lässt auf eine früher germanische Besiedlung schließen.
Der der Ortschaft angegliederte Wohnplatz Mersheim ist erstmals 942 erwähnt, der Name entstammt dem fränkischen Personennamen „Marili“.
Am 1. Juli 1969 wurde Gladbach nach Müddersheim eingemeindet. Der Ort kam am 1. Januar 1972 zusammen mit Müddersheim im Rahmen des Aachen-Gesetzes zur neuen Gemeinde Vettweiß.

## Hexenprozesse
1630/1631 wurden in der zum Herzogtum Jülich lehnspflichtigen Unterherrschaft Gladbach 3 Frauen und zwei Männer wegen Hexerei hingerichtet. Dies geht aus einem Konvolut von Gerichtsprotokollen der Unterherrschaft Müddersheim hervor, die im Archiv Burg Müddersheim unter der Signatur: Aktennummer 64,2 lagern. Mit Trin Cörsten († 3. Dezember 1630), Frau des Müllers zu Gladbach, ihrer gleichnamigen Tochter Tringen, Näele, der alten Nellen Tochter, dem Gladbacher Krämer Jan und Buir Jäntgen, sind drei Frauen und zwei Männer namentlich bekannt.

## Sehenswürdigkeiten

### Burg
Die Wasserburg wurde erstmals im Jahre 1102 urkundlich erwähnt. Bereits vorher hat aber nördlich der damaligen Hauptstraße eine Burganlage bestanden. Heute ist dort noch der „Kronenberg“ zu sehen, der Rest einer Motte. Die Burg befindet sich heute in Privatbesitz der Familie Victor Rolff, die im 20. Jahrhundert bei Zülpich Braunkohletagebau betrieben hat. Die Burg wurde 1715 zu einer dreiflügeligen Anlage ausgebaut.

### Pfarrkirche
Die Peterskirche wurde im 15. bis 16. Jahrhundert erbaut. Der Turm kam 1830 hinzu. In der Kirche sind ein barocker Altar, viele Schnitzarbeiten und die aus der Rokokozeit stammende Chorausstattung zu sehen. Im Jahre 1998 erhielt die Kirche eine neue Orgel mit acht Registern aus der Werkstatt von Josef Weimbs Orgelbau in Hellenthal.
Anbei befindet sich ein kleiner Platz mit dem Ehrenmal, das zum Gedenken an die Opfer des Ersten und Zweiten Weltkrieges errichtet wurde.

## Kindergarten
Im Dorf gibt es einen Kindergarten, der von der Arbeiterwohlfahrt betrieben wird.

## Vereine und Vereinigungen
Neben der Löschgruppe Gladbach der Freiwilligen Feuerwehr Vettweiß, gibt es die Sportvereine Sportfreunde Gladbach und SG Neffeltal, die Karnevalsgesellschaft Verdötschte Glabige, die St. Sebastianus Schützenbruderschaft, die Kirmesgesellschaft die VdK-Ortsgruppe, die Interessengemeinschaft Festhalle Gladbach, die Interessengemeinschaft Kind und Jugend, den Jugend-Club-Gladbach, den 1. FC Köln Fan Club Neffeltal 98 und den Kirchenchor Gladbach-Lüxheim.

## Persönlichkeiten
- Ludwig Sieger (1857–1952), Unternehmer und Offizier, gestorben auf Burg Gladbach
- Karl Bessenich (1893–1973), Botaniker, Landschafts-, Figuren- und Blumenmaler sowie Anthroposoph
- Victor Rolff (1934–2012), Besitzer der Burg und Unternehmer
- Engelbert Groß (1938–2020), römisch-katholischer Theologe und Hochschullehrer

## Sonstiges
- Als Versammlungsstätte steht eine Bürgerhalle zur Verfügung, die in Eigenleistung im Jahr 2000 erbaut wurde.
- Ein im Innenhof der Burg Blessem aufgestellter Sarkophag ist wahrscheinlich fränkischer Herkunft. Er wurde vor mehreren Jahren von Gut Mersheim nach Erftstadt-Blessem verlagert. Der Sarkophag hat die Maße von 1820/1930 × 940 × 640 mm. Die Abdeckplatte misst 1600 × 280/290 mm. Bei den aus rötlichem Sandstein gefertigten Stücken vermutet man aufgrund der differierenden Längen, dass es sich um unterschiedliche Grabfunde handelt.